# 伊靈阿 (鑲藍旗)
伊靈阿，滿洲鑲藍旗人，札拉爾氏（滿洲旗分內的蒙古姓氏），巴圖次弟之子多鼐之孫，清朝政府官員。他先在不晚於雍正十三年（1735年）與其同族同輩平元同任筆帖式，後於乾隆十二年（1747年）接替六十七出任巡視台灣監察御史，該官職滿漢人各一，而滿人的他與白瀛為同任御史。